# My Strange Addiction
«My Strange Addiction» (с англ. — «Моя странная зависимость») — песня американской певицы Билли Айлиш с её дебютного студийного альбома When We All Fall Asleep, Where Do We Go? (2019). Она была написана её братом Финнеасом О’Коннеллом, который также продюсировал песню. Песня была сертифицирована платиновой в Канаде и достигла 43-й позиции в американском чарте Billboard Hot 100. Она также достигла 12-й позиции в Австралии, 21-й в Канаде и Новой Зеландии, 39-й в Норвегии, 46-й в Швеции, 51-й в Нидерландах и 100-й в Италии.

## Предыстория
Название песни отсылает к одноименному реалити-шоу. Айлиш ранее заявила, что она является «суперфаном» американского телешоу «Офис», что, возможно, стало причиной того, что цитаты из эпизода «Threat Level Midnight» встречаются на протяжении всей песни.

## Творческая группа
Адаптировано под Tidal и буклет альбома When We All Fall Asleep, Where Do We Go?.
- Билли Айлиш – вокал
- Финнеас О’Коннелл – продюсер, автор песни
- Кейси Куйо – ассистент микшера, персонал студии
- Джон Гринхэм – мастеринг-инженер, персонал студии
- Роб Кинельски – микшер, персонал студии

## Чарты
| Чарт (2019)                                    | Высшая позиция |
| ---------------------------------------------- | -------------- |
| Австралия (ARIA)                               | 12             |
| Канада (Billboard Canadian Hot 100)            | 21             |
| Нидерланды (Single Top 100)                    | 51             |
| Германия (GfK)                                 | 86             |
| Италия (FIMI)                                  | 100            |
| Латвия (LAIPA)                                 | 7              |
| Литва (AGATA)                                  | 5              |
| Новая Зеландия (Recorded Music NZ)             | 21             |
| Норвегия (VG-lista)                            | 35             |
| Португалия (AFP)                               | 48             |
| Швеция (Sverigetopplistan)                     | 46             |
| США (Billboard Hot 100)                        | 43             |
| США Alternative Digital Song Sales (Billboard) | 5              |

## Сертификации
| Регион | Сертификация | Продажи |
| --- | ------------ | ------- |
| Канада (Music Canada) | Платиновый   | 80 000  |
| * Данные о продажах приведены только на основе сертификации. · Данные о продажах + прослушиваниях приведены только на основе сертификации. |              |         |